# 助詞
助詞（じょし）とは、日本語の伝統的な品詞の一つである。他言語の後置詞、接続詞に当たる。

## 日本語の助詞
日本語においては、接尾辞の一種であり、単語に付加し自立語同士の関係を表したり、対象を表したりする語句の総称。付属語。活用しない。俗に「てにをは」（弖爾乎波・天爾遠波）と呼ばれるが、これは漢文の読み下しの補助として漢字の四隅につけられたヲコト点を左下から右回りに読んだ時に「てにはを」となることに因るものである。

### 例
日本語の助詞の使い分けには曖昧さがあるが、例としては、以下が挙げられる。
- 「海に行く」の「に」
- 「海へ行く」の「へ」
- 「日本でただ一つの」の「で」
- 「日本にただ一つの」の「に」
- 「目の悪い人」の「の」
- 「目が悪い人」の「が」

終助詞的な接続助詞の例としては、以下が挙げられる。
- 「本当は明日なんだけれど」の「けれど」
- 「お言葉ですが」の「が」
- 「さっき言ったのに」の「のに」
- 「終わるの早いし」の「し」

### 品詞分類
明治期には助詞を感動詞の一類とする文献も見られ、大槻文彦「語法指南」（『言海』所収、1889年）では副助詞や終助詞を感動詞に分類している。しかし、大正期には感動詞から助詞を除外し独立語であるとする文典が増え、昭和期には一般的に助詞は感動詞から除外されるようになった。

## 口語文法

### 格助詞
主に体言に付いて、文の中での意味関係（格）を表す。格助辞、格のくっつきとも言う。
| が   | (1)動作や状態の主体、(2)要求や願望の対象を示す。 学校文法では「は」とともに主格の格助詞とされることが多いが、構文解析の分野では「は」「が」をとりたて詞とする手法がある。このとき、格助詞「を」「に」につく場合は「をが」「にが」にはならず、ともに「が」となる。「は」では「をは」は「は」で、「には」は変わらず。 | (1)花が咲く。(2)水が飲みたい。                                                               | 名詞または名詞に準じる語に付く。                                            |
| の   | 連用修飾語の動作や状態の主体を表す。/属格 (連体格) | 兄の手紙/兄の書いた手紙                                                                      | 体言、用言・助動詞 (「う」「よう」「まい」を除く) の連体形に付く。          |
| を   | 対格の格助詞。必ず動詞とともに用いる。(1)動作の直接的な対象や知覚・思考活動の対象、(2)移動時の経路を示す。(3)移動の起点や経由点も示す が、この場合には到着点を想定していない場合となる。 | (1)本を読む。(2)橋を渡る。(3)家を出る。                                                      | 名詞または名詞に準じる語に付く。                                            |
| に   | 与格の格助詞。名詞および名詞に準じる語、動詞の連用形または、連体形などに付く。物体の存在する場所や移動の目標点および到達点/相手に視点を置いたときの相手の動作、対象に対する指向性が感じられるときの動作および状態の対象/主体から相手に対し動作や関係が一方的に及ぶ時の相手/動作や作用の行われるときや終わるとき（ただし時を示す名詞が必要）/動詞の連用形の場合の目的/状態の主体（副助詞を後に伴う事が多い）と用法の広い格助詞。上代から用いられており、本来の用法は動作や作用が行われる、あるいは存在する、時間的および空間的な位置や範囲。 | 机の上にある。/駅に着く/社員になる。/旅に出る。/風に吹かれる。                               | 体言、準体言 (用言・助動詞の連体形) に付く。動詞の連用形に付く。            |
| へ   | 方向格・対格・到達格の格助詞。用法が狭く、(1)移動の向きあるいは目標、(2)到達点を表す。「に」と区別が曖昧 だが、「に」よりも対象への強調があり、それが物であるときは使いにくい。 | (1)上へ投げる。北へ向かう。将来へつながる。(2)家へ運ぶ。                                     | 名詞に付く。                                                                |
| と   | (1)共同の相手、(2)作用の結果、(3)引用、(4)並立を示す。 | (1)友人と食べる。(2)作家となる。(3)「可能性は無限大」と声をかけた。(4)外務省と総務省と内務省 | 体言、体言の資格をつくる助詞「の」に付く。                                  |
| から | 動作の主体が経由点としての性格を持つ場合の主体や物事の移動に視点を置いた場合の動作の起点である相手/移動の起点や経由点（到着点が想定されている場合のみ、「に」と共に使用される。）/因果関係を問題とした場合の原因/更には材料から完成品への変化の著しい時の材料・原料、状態が始まるときなど、経由および経過に関する意味を持つ。 | 六時から始まる/敗北は気の緩みから起こる。/紙は木から作る。                                   | 体言・準体言 (用言・助動詞の連体形＋「の」など)・接続助詞「て」などに付く。 |
| より | (1)比較の基準に用いる。(2)起点を表す用法も備えるが、現在は主に文章語となり、「から」と意味が重なっている。 | (1)あなたは彼より背が高い。(2)行くよりほかない。                                             | 体言、準体言 (活用語の連体形、連体形＋格助詞「の」) に付く。                |
| で   | (1)団体も含めた複数時の動作の主体や、(2)動作の起こる場所、動作や作用の行われる時や場所、(3)動作の手段や仲介物、由来、更には材料から完成品への変化の少ない時の材料・原料、(4)動作や状態の継続する期間、継続していた動作の終わるとき、基準や境界を表す。 | (2)家で待つ。(3)木槌で打つ。雪で遅れる。                                                     | 体言、体言の資格をつくる助詞「の」に付く。                                  |

### 並立助詞
2つのものを並立させる。（格助詞に含める説もある）
| の   | 並列や列挙を示したり、程度がはなはだしい意を表したりする。 |
| に   | 格助詞の「に」から転じた用法。名詞または、準体助詞「の」に付いて、並列や列挙、添加、取り合わせを示す。 |
| と   | 体言またはそれに準ずる語に付いて、いくつかの事柄を列挙する。 |
| や   | 名詞および準体助詞「の」に付き、事物を並列および列挙する意を表す。 |
| し   | 活用語の連体形に付き、事柄を追記していく意を表す。 |
| やら | 体言や活用語の連体形に付き、決定しがたい二つ以上の事柄を並列および列挙する意を表したり、事物を単に列挙したりする意を表す。                                                                                               |
| か   | いくつかの事物を列挙し、その一つ、または一部を選択するときや、疑い、ある動作と同時進行あるいは、引き続いて、違う動作の行われるときなどに使用される。                                                                     |
| なり | 例として列挙した中から、どれか一つを選択することを表す。副助詞とするときもある。なお、語源は、断定の助動詞「なり」の終止形。                                                                                             |
| だの | 体言または用言の終止形に付いて、全体の中からいくつかの物事を並列および列挙する。 普通は、「…だの…だの」の形で用いられるが、「…だの…など」の形で用いられることもある。 断定の助動詞「だ」に助詞「の」が付いたものが語源。 |

### 副助詞
体言や副詞、格助詞の後などにつき全体として副詞的に働く。
| ばかり         | 体言または副詞、活用語の連体形、格助詞の後などにつき、だけと同じく物事や程度、原因を該当する範囲に限定したり、「くらい」と同じく物事のおおよその程度、分量、時刻、距離を表す。また、動作が完了して、まだ間もないことを表したり、すぐに実行される段階にあることを表す時にも使用されたりする。また、繰り返しが暗示される用法もある。語源は、動詞「はかる」の連用形から転成した名詞「はかり」。話し言葉では、「ばっかり」「ばかし」「ばっかし」などを用いることがある。 漢字表記は、「許り」。 |
| まで           | 名詞や活用語の連体形につき、事柄や動作の距離的または時間的な限度および範囲または到達点を示したり、程度や動作の限定に用いられたりするほか、極端な例を挙げ他を類推させる時（格助詞の後にもつく）にも用いる。 漢字表記は「迄」。 |
| だけ           | 名詞や活用語の連体形、あるいは格助詞の後につき、分量や程度、限度および範囲の限定の際に用いられる。元来は「丈」の転じた語で、漢字表記もそのまま「丈」である。 |
| ほど           | 動作や物事および状態の段階を表したり、許容範囲を示す名詞「程」の転じたもので、名詞や活用語の連体形につき大凡の分量や程度、動作や状態の程度、打ち消しの語と呼応して程度の比較に用いる。また、「～ば～ほど」の形で程度の高まりに比例して他の事柄もあがる意味を持つ。 |
| くらい・ぐらい | 大凡の分量や程度、基準、事態を示した上での程度の強調を表す。元々は名詞「位」が転じたもので、漢字表記も「位」。 |
| など           | 名詞および活用語の連体形につき、多くの中の一例を挙げて他のいくつかの物を総括する時や、婉曲表現の時に用いる。 漢字表記は「等」。古くは「抔」とも。 |
| なり           | 名詞や副詞、活用形の終止形、助詞などにつき他にある適当な物としての例示を示す。 |
| やら           | 体言または、体言に準ずる語、一部の副詞、助詞などに付き、不確実であるという意を表したり（ただし疑問文または、否定文の場合）、はっきり言わずに、ぼかして言うときや下に打ち消しの語を伴って、いずれとも不定である意を表すときに使用する。語源は、断定の助動詞「なり」の連用形「に」、係助詞「や」、動詞「あり」の未然形「あら」、推量の助動詞「む」の複合した「にやあらむ」が変化した語、「やらん」から。                                                                                      |
| か             | 多く疑問を表す語について、不確かな意味を示す。理由や原因などの説明にそえて不確かさを示す。いくつかのものを並べ、それらを選択的に示す。 |
| がてら         | |
| なぞ・なんぞ   | |
| かり           | |
| ずつ           | 数量や程度を示す語について、同一の分量が割り当てられることを表したり、同じような分量や程度が繰り返されることを表したりする。 漢字表記は「宛」。 |
| のみ           | ある物事に限定されることを示す。強く指定する意を表す。 |
| きり           | 事柄がその範囲に限定されることを示す。その限度・限界を示す。その状態がつづいていることを表す。 |
| や             | 項目を並べ立てるのに使う。 |

### 係助詞
係助詞（けいじょし、かかりじょし）とはついた語に意味を添えて強調するもの。述語と呼応することもある（古典語では係り結びがあり、現代語では「しか」が否定形に呼応）。（副助詞に含める説もある）
| は   | 語や文節、活用語の連用形などに接続し、ついた語句の範囲を、多くの事柄から一つに限定して提示したものとするような、強調の役割をしたり、題目を提示して、叙述の範囲をきめたり、叙述内容の成り立つ条件に限定を加える事を示す。 ここから、とりたて詞とも呼ばれる。 また、格助詞や副詞などに付いて意味や語勢を強めるなど、二つ以上の判断を対照的に示すこともある。 ただし、主語を表す格助詞が日本語にないため、置かれることもある。また、格助詞「を」に接続した場合、「をは」ではなく単に「は」となる(「に」の場合は、そのまま「には」である)。 現在では「わ」と発音する。 |
| も   | 類似した事物の提示や並列、列挙や添加、程度、感動、強調、不定称の語について全面的な否定及び肯定などを示す。 |
| こそ | 文末について強調したり、動詞の仮定形と接続助詞「ば」に付き、強調した上で提示したり何かを強める意を示す。古文では係り結びによって文末の活用語を已然形に変化させる。 |
| でも | 断定の助動詞「だ」の連用形に係助詞の「も」が付いたもので、名詞や他の助詞につき、特殊に見えて一般と同じであるときや、一例として挙げるとき、極端な一例を提示し他の場合はましてと言うことを類推させるとき全てのものに該当ことを意味する時に用いる。 |
| しか | 名詞や動詞の連体形、形容詞および形容動詞の連用形につき特定の事柄以外を全否定するときに用いられる。 |
| さえ | 既存の物にさらに累加する時や強調して例示し他の物は当然であると類推させる場合、仮定表現を用いて条件を示すときに用いる。 |

### 接続助詞
文と文の意味関係を表して接続するもの。
主に活用語に付く。
| ば               | 仮定の順接/一般条件/並立/を示す。                    | 高ければ買わない。/夏になれば暑くなる。/馬もいれば牛もいる。/                  | 活用語の仮定形に付く。                                                             |
| と               | 確定の順接/一般条件/仮定の逆接/を示す。              | 水を飲むと走り出した。/雪が降ると雪が積もる。/風邪になろうと休まない。/        | 活用語の終止形に付く。                                                             |
| ても・でも       | 仮定の逆接/確定の逆接/を示す。                       | 風邪になっても行く。/叫んでもだれも相手にしなかった。/                         | 活用語の連用形に付く。                                                             |
| けれど・けれども | 確定の逆接/並立や対比/を示す。                       | 読んだけれど理解できなかった。/よく学ぶけれど運動もする。/                     | 活用語の終止形に付く。                                                             |
| が               | 確定の逆接/並立や対比/を示す。                       | 秋になったがまだ暑い。/ゲームもするが勉強もする。/                             | 活用語の終止形に付く。                                                             |
| のに             | 確定の逆接を示す。                                   | 秋になったのにまだ暑い。/                                                      | 活用語の連体形に付く。                                                             |
| ので             | 確定の順接を示す。                                   | 騒いでいたので叱られた。/                                                      | 活用語の連体形に付く。                                                             |
| から             | 確定の順接を示す。                                   | 雪が降るから電車は運休だ。/                                                    | 活用語の終止形に付く。                                                             |
| し               | 並立を示す。                                         | 暑いし、乾燥しているし、辛かった。/                                            | 活用語の終止形に付く。                                                             |
| て・で           | 確定の順接/動作や作用の継続/並立/補助の関係/を示す。 | お腹が減って死にそうだ。/帰ってすぐ食べる。/美しくて明るい。/観衆が見ている。/ | 活用語の連用形に付く。                                                             |
| なり             | 動作の継続/並立/を示す。                             | 一言言うなり座り込んだ。/寝るなり食うなりご勝手に。/                           | 動詞、動詞型活用の助動詞の連体形に付く。                                           |
| ながら           | 確定の逆接/動作の並行/を示す。                       | 見ていながら告げない。/泣きながら叫ぶ。/                                       | 動詞の連用形、形容詞の終止形、形容動詞の語幹に付く。                               |
| たり             | 並立を示す。/他を暗示する。                          | 寝たり食ったりしている。/よく歌ったりしたものだ。/                             | 活用語の連用形に付く。なお、イ音便・撥音便に付くときは、濁音化して「だり」になる。 |
| つつ             | 確定の逆接/動作の並行/を示す。                       | いけないと知りつつやってしまう。/調整をしつつ前進し続けた。/                   | 動詞、動詞型活用の助動詞の連用形に付く。                                           |
| ところで         | 仮定の逆接を示す。                                   | 行ったところで、しょうがない。                                                 | 過去の助動詞「た」の終止形に付く。                                                 |
| まま             |                                                      |                                                                                | 用言または助動詞の連体形に付く。                                                   |
| ものの           | 逆接の確定条件を示す。                               | 言いはしたものの後悔している。                                                 | 活用語の連体形に付く。                                                             |
| や               | 「～するとすぐに」の意を表す。                       | 上京するや、彼を訪ねた。                                                       | 動詞・動詞型活用語の終止形に付く。                                                 |

### 終助詞
文や句の末尾について疑問・禁止・感動などの意味を付け加えるもの。
| か     | 文末にある語に付き、質問や疑問、察知、反語、難詰、勧誘など、様々な意味を表す。驚きや感動の気持ちを表すこともある。 | あ、ここにあったのか。/これにしようか。/誰が買うか、そんなの。                  |
| な     | 動詞や助動詞の終止形について禁止の意味を表したり、任意の文末について独言、詠嘆、願望などの意を表したりする。地域によっては「ね」と同じ意味でも使われる。また、動詞や補助動詞の連用形について命令の意味を表すものもあるが、こちらは補助動詞「なさる」の命令形「なさい」の省略形が由来。 | どの花見てもきれいだな。/いいな、駅に近くて。/食べるな危険！/落ち着いてやりな。 |
| とも   | 活用語の終止形につき、相手に対する強い肯定を表す。 | 笑っていいとも！                                                                |
| の     | 文末のイントネーションが高いと疑問や質問、低いと念押しを表す。また、命令を表す。 | あそこ、すっげぇ混んでるの。/いじめないの！                                     |
| ぞ     | 客観性を持たせた注意喚起や強調。別の用法としては、疑問の語と呼応して反語および強調の意味を表す。 | 風邪ひいちゃうぞ。/お湯わいてきたぞ。/絶対優勝するぞ！                          |
| ぜ     | 勧誘の意味合いを帯びた強調。古風だが広告文での使用例は比較的見受けられる。 | 行くぜ、東北。/バンドやろうぜ！                                                 |
| や     | 「まあいいや」など自分で納得したことを表す。また命令形、禁止形、勧誘を表す動詞未然形などに付ける助詞「やろうよ」「やれよ」などは、地域によっては「やろうや」「やれや」と表される。 | わかんないや。                                                                  |
| かい   | 疑問の終助詞「か」の変化形で、話し言葉としてはやや古風だが、現在でもユーモアを添える時に使うことはある。 | もういいかい？                                                                  |
| よ     | 自分の考えを相手に伝える意を示す。注意、忠告、勧誘などにも用いられる。 | ご飯できたよ。/走ると転ぶよ。/一緒にやろうよ。                                  |
| ね     | 自分の判断に同意を求める意を示す。軽く問いかける。 | 雨降りそうだね。/じゃあ帰るね。                                                 |
| さ     | 断定した内容を軽く言い放つ気持ちを表す。きつい質問や投げやりの反問をする。文節について、調子を整える。 | 知ってるさぁ、それくらい。                                                      |
| のに   | 不満・詰問などの気持ちを表す。 | もったいない、せっかく作ったのに。                                              |
| やら   | 未定のことをおぼつかなく思いながら想像する気持ちを表す。 | いつまで続くのやら。                                                            |
| が     | 遠回しに意見を述べる。実現しにくい事柄や事実と反対の事柄が実現することを願う。軽侮の対象を示す。 | いや、おかしいだろが。                                                          |
| ものか | 反問して強く否定する意を表す。 | 負けるもんか。                                                                  |
| わ     | 比較的広い地域で見られる終助詞の一種。主観性・主体性を強調する場合に用いる。 | あ、こりゃ使いやすいわ。/後はこっちで片付けとくわ。                             |
| もの   | 当然な理由である事を表す。 | 外は真っ暗だよ。もう五時だもん。                                                |
| かしら | 「〜だろうか」「〜でしょうか」と類似した表現。 | はたして根拠はあるのかしら。 / 自分で立てそうかしら？                           |
| ってば | 相手に意味が通じなかった時などに、もう一度言い直す表現。 | 「ちゃんと持ってきたよね？」「持ってきてるってば！」                            |

### 間投助詞
文節末尾について語調を整えたり感動などの意味を付け加えるもの。
| さ     | 口調を調えつつ相手の注意を引き留める意を表す。一部感嘆符の意味がある。       | 今日の授業さ、進むの早すぎなかった？        |
| よ     | 呼びかけたり言葉を挟む時に用いる。                                           | おお勇者よ！/それを言っちゃあ、おしまいよ。 |
| ね／な | 語調を調えたり語勢を調えるときに用いる。口語では発言の補足によく用いられる。 | ええとね…それでね…/ああ、昨日のアレね。     |

### 準体助詞
「彼に聞くのがいい」「あちらに着いてからが大事だ」というときの「の」「から」は、用言の後について体言相当の意味を表す。この機能は形式名詞（「こと」「もの」「ところ」など）と似ているので準体助詞と呼ばれる。格助詞に含める説と、含めない説がある。

## 文語文法
- 格助詞 (が、の、を、に、へ、と、より、から、にて、して)
- 接続助詞 (ば、とも、ど、ども、が、に、を、て、して、で、つつ、ながら、ものの、ものを、ものから)
- 副助詞 (だに、すら、さへ、し、い、のみ、ばかり、など、まで)
- 係助詞 (は、も、ぞ、なむ、や、か、こそ)
- 終助詞 (な、そ、ばや、なむ、に、しか(しが)、てしか(てしがな)、もがな、か、かな、かし)
- 間投助詞 (や、よ、を)

## 他の言語
助詞に相当するものが他の言語にもある。これらは後置詞と呼ばれることが多い。朝鮮語には日本語のとよく似た機能（格助詞・副助詞・係助詞に相当）を持つ助詞がある。そのほかトルコ語やハンガリー語など多くの言語で後置詞が用いられる（格変化語尾に近いものもあり、普通はそれ以外のものを後置詞と呼んでいる)。
英語など孤立語に近づいた言語では前置詞や語順が、屈折語では屈折語尾が、助詞に相当する機能を果たすが、"ago"のように後置詞的に用いられる副詞もある。
これらと異なり、従来の品詞に当てはまらないと考えられる不変化詞を助詞（または小辞）とすることがある。例えば、ロシア語で祈願文を作る да 、仮定法を作る бы、英語の不定詞のto、呼格を作る O （ohは間投詞）などである。しかしこれらは辞書や文法書によっては従来の品詞にまとめたりと統一された分類ではない。